# Danilov samostan
Danilov samostan (tudi samostan svetega Danila; rusko Данилов монастырь, Свято-Данилов монастырь) je obzidan samostan na desnem bregu reke Moskve v Moskvi. Od leta 1983 deluje kot sedež Ruske pravoslavne Cerkve in uradna rezidenca patriarha Moskve in vse Rusije.

## Zgodovina
Danilov samostan naj bi ustanovil konec 13. stoletja sin Aleksandra Nevskega, moskovski knez Danijel. Tik pred smrtjo leta 1303 naj bi bil Daniel sprejel samostanske zaobljube in bil tam pokopan. Ruska pravoslavna Cerkev ga časti kot svetnika. Danielovi nasledniki so ta samostan preselili v Kremelj. Vse, kar je ostalo na prvotni lokaciji, je bilo pokopališče.
Leta 1560 je Ivan Grozni obiskal vas Danilovsko in opazil zanemarjeno pokopališče. Ko je izvedel za stari samostan, je povabil menihe, da se tam spet naselijo. Leta 1591, ko so se armade krimskega kana  Ğazı II. Giraja približale Moskvi, so bili temelji utrjeni in uporabljeni kot mobilno taborišče.
Leta 1606 so se uporniki pod vodstvom Ivana Bolotnikova in Istome Paškova spopadli z vojsko Vasilija IV. nedaleč od samostana. Leta 1607 je bil poleg Danilovega samostana usmrčen prevarant po imenu Ilejka Muromec, ki se je pretvarjal, da je carjevič Peter (sin Fjodora I. Ruskega). Ker je bil središče številnih vojaških dogodkov v času Težav, je bil samostan leta 1610 močno porušen. V začetku 17. stoletja je bil obdan z opečnim obzidjem s sedmimi stolpi.
Leta 1710 je bilo v Danilovem samostanu 30 menihov. Leta 1764 jih je bilo le dvanajst. Do leta 1900 pa se je številka povzpela na sedemnajst. Med menihi, ki so v svoji zgodovini živeli v Danilovem samostanu, je bil priznani grški učenjak Nikifor Teotoki, ki se je v ta samostan upokojil leta 1792 iz svojega škofovskega položaja v Južni Rusiji in tu živel do svoje smrti leta 1800. 
Leta 1805 je bila pri samostanu ustanovljena ubožnica za starejše ženske; pozneje so ga spremenili v dom za ostarele duhovnike in njihove vdove.
Leta 1812 je francoska vojska samostan razstrelila. Samostanska zakristija in zakladnica sta bili malo pred tem ko so Francozi zasedli Moskvo, prepeljani v mesto Vologda v Trojiški samostan sv. Sergija.
Prve dokumentirane podatke o lastništvu zemljišča v Danilovem samostanu lahko zasledimo do leta 1785, ko je imel v lasti 18 desetin zemlje. Do konca 19. stoletja je samostan že imel 178 desjatin (1 desetina (десяти́на) = cca 1 hektar) in nekaj stavb v Moskvi.
Samostansko pokopališče je bilo v drugi polovici 19. stoletja končno počivališče številnih pisateljev, umetnikov in znanstvenikov, kot so Nikolaj Vasiljevič Gogolj, Nikolaj Jazikov, Vasili Perov, Nikolaj Rubinstein, Vladimir Solovjov in mnogi drugi. Ostanke večine pa so v sovjetskem obdobju prepeljali na pokopališče Novodevičji. Do leta 1917 je imel Danilov samostan 19 menihov in štiri novomašnike in v lasti pa 164 desjatin zemlje.
Po oktobrski revoluciji so v samostanu živeli arhimandriti, ki so bili prikrajšani za prižnice. Leta 1929 so Sovjeti izdali posebno uredbo o zaprtju samostana in organiziranju zapora v njegovih prostorih pod okriljem NKVD (приёмник -распределитель НКВД, ali priyomnik-raspredelitel 'NKVD). Zadnji zaprt samostan v Moskvi je postal prvi, ki so ga leta 1983 vrnili v Moskovsko patriarhijo in postal duhovno in upravno središče Ruske pravoslavne Cerkve. Leta 1988 je bil samostan obnovljen. Za patriarha in sinodo so zgradili rezidenco ter pogrebno kapelo in kapelo v počastitev 1000 let pokristjanjena Rusije.

## Stavbe
Poleg obrambnih stolpov in obzidja iz 17. stoletja so med ohranjenimi stavbami še katolikon (glavna cerkev), neoklasicistična cerkev Svete Trojice (1833-1838), baročna cerkev z vrati in zvonik sv. Simeona (1681, 1732) , skupina stanovanj iz 19. stoletja za menihe in nadrejenega očeta ter obsežno sodobno bivališče svete sinode in patriarha (1988). Takoj v sosednji hiši je velika župnijska cerkev Prenove templja v Jeruzalemu, ki je bila zgrajena v letih 1832-1837 po neoklasicističnih modelih Fjodorja Šestakova.
Najstarejša stavba je katolikon, cerkev Vstajenja besede, posvečen Svetim očetom prvih sedmih ekumenskih koncilov (posvetilo, ki ga v krščanskem svetu ni nikjer drugje). Spodnji tempelj je bil zgrajen v času vladavine carja Alekseja kot cerkev, posvečena prazniku Intercesije. Dve baročni zgornji cerkvi sta bili dokončani leta 1730 oziroma 1752. Katolikon je edina stavba v Moskvi, ki ima dve ločeni cerkvi nad drugo cerkvijo v pritličju

## Zvonovi
Ko so samostan v letih 1929 in 1930 zaprli, so njegovo zvon rešili pred komunističnim taljenjem z nakupom ameriškega industrijalca Charlesa R. Cranea. Največji zvon, Bolšoj (ali Veliki, ki ga imenujejo Zvon Matere Zemlje na Harvardu), tehta 13 ton in ima 700 kg kembelj. Najmanjšo tehta le 22 kilogramov. Crane je daroval zvonove univerzi Harvard in so bili nameščeni v glavnem stolpu Harvard's Lowell House in v knjižnici Baker, Harvard Business School. V 1980-ih, z odprtjem pod Gorbačovom, so se vrstili pozivi k vrnitvi zvonov; po številnih sestankih so bili zvonovi vrnjeni Ruski pravoslavni Cerkvi. Prvi zvon, znan kot Vsakodnevni (ali Tedenski) zvon, težak 2,2 tone, je v Danilov samostan prispel 12. septembra 2007; preostalih sedemnajst se jih je vrnilo 12. septembra 2008. Ruski industrialec Viktor Vekselberg, znan po odkupu številnih Fabergevih jajc, se je dogovoril, da bo plačal repatriacijo 18 zvonov in stroške, da bi jih ulili v Rusiji, in jih obesili na Harvardu.